# Far away (円神の曲)
「Far away」（ファラウェイ）は、パフォーマンスユニット「円神」の3作目となるシングルである。
2022年1月19日ににユニバーサルシグマ内のオリジナルレーベル「nonagon records」より発売された。

## 概要
表題曲「Far away」は出会いと別れがコンセプトとなっており、作詞を岡嶋かな多が手掛け、振り付けはTAK-YARDが担当した。「別れと出会いを何度も経験して、過去の楽しかった思い出や、失恋した時のことなどを、ある時ふと思い出している主人公が、回想し終え、“記憶”というアルバムを心の本棚にしまって、またここから歩き出す。」というストーリーが、歌詞とミュージックビデオで表現されている。
通常盤カップリング曲の「Shining Your Life」は、作詞は前作「Peace Summer」の作詞を担当したIE-MONとメンバーのA.rikと中谷日向が共作し、振り付けをMoneyとメンバーの瀧澤翼が担当。メンバーが楽曲の制作に携わるのはこの曲が初である。「Addicted」は、今まで好きになったことのないタイプの女性を好きになってしまい、自分の気持ちに戸惑いながらも、気付いたら逆バレンタインしてしまっていた、という若い男性目線の歌詞が描かれ、振り付けをYuko Nakamuraが担当した。
今回も前作と同様、初回限定ピクチャー盤も展開され、通常盤のカップリング曲は収録されず、初のカバー曲としてボーカルグループGReeeeNの「扉」が収録されている。

## 収録曲

### 通常盤
1. Far away (3:55)
作詞：岡嶋かな多 / 作曲：永野小織 , Ayagon , 深谷天佑 , Sorato
2. Shining Your Life  (3:58)
作詞：IE-MON , A.rik , 中谷日向 / 作曲：Myko ISLAND , Kentaro , Ryo Ito
3. Addicted (4:03)
作詞：DX ISHII / 作曲： 長沢知亜紀 , 永野小織 , 深谷天佑 , Sorato

### 初回限定ピクチャー盤
1. Far away
2. 扉(4:09)
作詞：GReeeeN / 作曲：GReeeeN

### ミュージックビデオ
- Far away (Official Video) - YouTube（2021年12月24日公開）
- ‘Addicted’ Dance Performance Video - YouTube（2022年3月14日公開）
- ‘Shining Your Life’ Dance Performance Video - YouTube（2022年3月31日公開）